# سولفید منگنز (II)
سولفید منگنز(II) (به انگلیسی: Manganese(II) sulfide) با فرمول شیمیایی MnS یک ترکیب شیمیایی است. که جرم مولی آن ۸۷٫۰۰۳ g/mol می‌باشد. 